# Lingig
Lingig est une localité de la province du Surigao du Sud, aux Philippines. En 2015, elle compte 31 485 habitants.